# Jean-Pierre Egger
Jean-Pierre Egger (Neuchâtel, 30 luglio 1943 – 29 luglio 2025) è stato un pesista, discobolo e allenatore di atletica leggera svizzero.
Conclusa la sua carriera divenne allenatore del pesista Werner Günthör. In seguito allenò anche la pesista neozelandese Valerie Adams.

## Palmarès
| Anno | Manifestazione | Sede     | Evento         | Risultato | Misura  | Note                          |
| ---- | -------------- | -------- | -------------- | --------- | ------- | ----------------------------- |
| 1976 | Olimpiadi      | Montréal | Getto del peso | 19º       | 18,13 m |                               |
| 1978 | Europei indoor | Milano   | Getto del peso | 8º        | 19,04 m | Miglior prestazione personale |
| 1980 | Olimpiadi      | Mosca    | Getto del peso | 12º       | 18,90 m |                               |

## Campionati nazionali
- 9 volte campione nazionale svizzero nel getto del peso (1971, 1973/1980)
- 3 volte nel lancio del disco (1976, 1979/1980)